# Stjarnan FC
Stjarnan is een IJslandse omnisportclub uit Garðabær, een voorstad van Reykjavik. In 1960 werd de club opgericht. Sinds 2009 speelt het standaardelftal van de mannen in de hoogste klasse, de Úrvalsdeild. De traditionele kleuren zijn blauw-wit.

## Mannen
In 1990 speelde de club voor het eerst in de Úrvalsdeild en werd daar vijfde (op tien clubs). Een jaar later degradeerde de club en na twee seizoenen in de 1. deild karla keerde Stjarnan terug. Men pendelde nog enkele keren tussen de eerste en tweede klasse. In de herfst van 2008 promoveerden ze opnieuw naar de  Úrvalsdeild om daar sindsdien te blijven. In 2010 werd de ploeg een YouTube-hit na verschillende, opvallende vieringen van doelpunten.
In 2014 werd de ploeg kampioen van de Úrvalsdeild na een ongekend spannende laatste speeldag. De nummer twee kwam op bezoek bij FH Hafnarfjörður, dat op de eerste plaats stond. De titel zou worden beslist in deze wedstrijd. Stjarnan moest winnen om de titel te pakken. Na een 1-1 stand, floot scheidsrechter Kristinn Jacobsson in de 93ste minuut voor een strafschop voor Stjarnan, die uiteindelijk werd gescoord door Ólafur Karl Finsen. De club uit Garðabaer werd zo voor het eerst in de geschiedenis landskampioen van IJsland. Tevens werd het toeschouwersrecord van IJsland verbroken in deze wedstrijd: 6.450 mensen waren aanwezig in het Kaplakrikavöllur.

### Erelijst
- Úrvalsdeild (1x)

Winnaar: 2014
- 1. deild karla (1x)

Winnaar: 1989
- IJslandse beker (1x)

Winnaar: 2018
Finalist: 2012, 2013
- IJslandse Supercup (2x)

Winnaar: 2015, 2019

### Eindklasseringen
- 2000 9e
Úrvalsdeild
- 2001 4e
1. deild karla
- 2002 3e
1. deild karla
- 2003 4e
1. deild karla
- 2004 10e
1. deild karla
- 2005 2e
2. deild karla
- 2006 5e
1. deild karla
- 2007 9e
1. deild karla
- 2008 2e
1. deild karla
- 2009 7e
Úrvalsdeild
- 2010 8e
Úrvalsdeild
- 2011 4e
Úrvalsdeild
- 2012 5e
Úrvalsdeild
- 2013 3e
Úrvalsdeild
- 2014 1e
Úrvalsdeild
- 2015 4e
Úrvalsdeild
- 2016 2e
Úrvalsdeild
- 2017 2e
Úrvalsdeild
- 2018 3e
Úrvalsdeild
- 2019 4e
Úrvalsdeild
- 2020 3e
Úrvalsdeild
- 2021 7e
Úrvalsdeild
- 2022 5e
Úrvalsdeild
- 2023 3e
Úrvalsdeild
- 2024 4e
Úrvalsdeild

- Úrvalsdeild
- 1. deild karla
- 2. deild karla

## In Europa
#Q = #kwalificatieronde, #R = #ronde, PO=Play Offs, T/U = Thuis/Uit, W = Wedstrijd, PUC = punten UEFA coëfficiënten .
Uitslagen vanuit gezichtspunt Stjarnan FC
| Seizoen                                                    | Competitie        | Ronde | Land                   | Club                | Totaalscore | 1e W    | 2e W       | PUC |
| ---------------------------------------------------------- | ----------------- | ----- | ---------------------- | ------------------- | ----------- | ------- | ---------- | --- |
| 2014/15                                                    | Europa League     | 1Q    | Vlag van Wales         | Bangor City FC      | 8-0         | 4-0 (T) | 4-0 (U)    | 5.0 |
|                                                            |                   | 2Q    | Vlag van Schotland     | Motherwell FC       | 5-4         | 2-2 (U) | 3-2 nv (T) | 5.0 |
|                                                            |                   | 3Q    | Vlag van Polen         | Lech Poznań         | 1-0         | 1-0 (T) | 0-0 (U)    | 5.0 |
|                                                            |                   | PO    | Vlag van Italië        | Internazionale      | 0-9         | 0-3 (T) | 0-6 (U)    | 5.0 |
| 2015/16                                                    | Champions League  | 2Q    | Vlag van Schotland     | Celtic              | 1-6         | 0-2 (U) | 1-4 (T)    | 0.0 |
| 2017/18                                                    | Europa League     | 1Q    | Vlag van Ierland       | Shamrock Rovers     | 0-2         | 0-1 (T) | 0-1(U)     | 0.0 |
| 2018/19                                                    | Europa League     | 1Q    | Vlag van Estland       | Nõmme Kalju FC      | 3-1         | 3-0 (T) | 0-1 (U)    | 1.0 |
|                                                            |                   | 2Q    | Vlag van Denemarken    | FC Kopenhagen       | 0-7         | 0-2 (T) | 0-5 (U)    | 1.0 |
| 2019/20                                                    | Europa League     | 1Q    | Vlag van Estland       | FC Levadia Tallinn  | 4-4 u       | 2-1 (T) | 2-3 nv (U) | 1.0 |
|                                                            |                   | 2Q    | Vlag van Spanje        | RCD Espanyol        | 1-7         | 0-4 (U) | 1-3 (T)    | 1.0 |
| 2021/22                                                    | Conference League | 1Q    | Vlag van Ierland       | Bohemians Dublin FC | 1-4         | 1-1 (T) | 0-3 (U)    | 0.5 |
| 2024/25                                                    | Conference League | 1Q    | Vlag van Noord-Ierland | Linfield FC         | 4-3         | 2-0 (T) | 2-3 (U)    | 2.0 |
|                                                            |                   | 2Q    | Vlag van Estland       | Paide Linnameeskond | 2-5         | 2-1 (T) | 0-4 (U)    | 2.0 |
| Totaal aantal behaalde punten voor UEFA coëfficiënten: 9.5 |                   |       |                        |                     |             |         |            |     |

Zie ook
- Deelnemers UEFA-toernooien IJsland
- Ranglijst van alle clubs die in de diverse Europa Cups zijn uitgekomen

## Vrouwen
Het eerste vrouwenteam behaalde in 2011 als zevende club de landstitel van IJsland in de Úrvalsdeild kvenna. Het kwalificeerde zich daarmee voor de UEFA Women's Champions League (seizoen 2012/13).

### Erelijst
- Landskampioen

2011, 2013, 2014
- Beker van IJsland

2012, 2014
Finalist: 1993, 2010

### Europa
- Q = voorronde, R = ronde, PUC = punten UEFA-coëfficiënten

| Seizoen | Competitie       | Ronde | Land             | Club              | Score    | PUC |
| ------- | ---------------- | ----- | ---------------- | ----------------- | -------- | --- |
| 2012/13 | Champions League | 1R    | Vlag van Rusland | Zorky Krasnogorsk | 0-1, 1-3 | ?,? |
| 2014/15 | Champions League | 1R    | Vlag van Rusland | Zvezda 2005 Perm  |          | ?,? |

Totaal aantal punten voor UEFA-coëfficiënt: ?,?

## Overige sporten
Het heren basketbalteam won de tweede divisie in 1995. Het heren volleybalteam werd in 2003, 2004, 2006, 2007 en 2009 landskampioen.